# Groenkeelorganist
De groenkeelorganist (Euphonia chalybea) is een zangvogel uit de familie Fringillidae (vinkachtigen).

## Verspreiding en leefgebied
Deze soort komt voor in de laaglanden van oostelijk Paraguay tot zuidoostelijk Brazilië en noordoostelijk Argentinië.